# Canons de Dordrecht

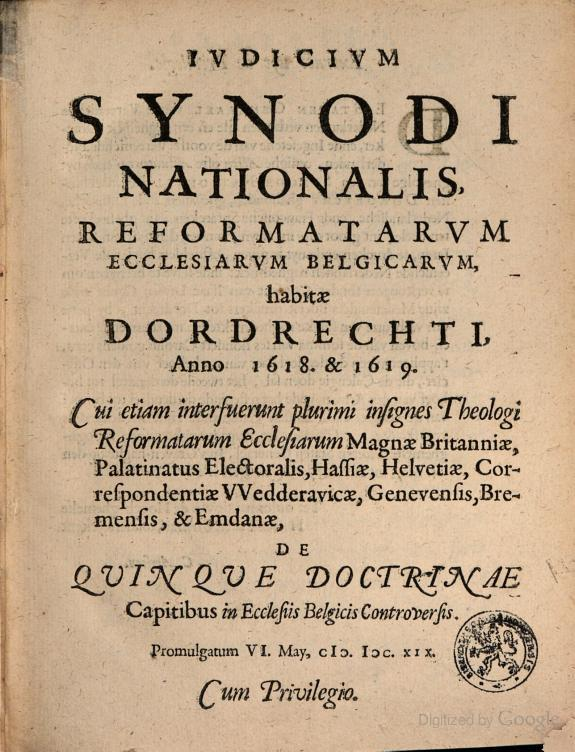
Canons de Dordrecht

Les Canons de Dordrecht ou Canons de Dordt, officiellement intitulés Décision du Synode de Dordrecht concernant les cinq points principaux de la doctrine en débat aux Pays-Bas, sont les conclusions du synode national tenu dans la ville hollandaise de Dordrecht en 1618-1619. Ils constituent une partie des trois formes d'unité.
Aujourd'hui, les canons de Dordrecht forment une des normes confessionnelles de plusieurs Églises réformées dans le monde, y compris aux Pays-Bas, en Australie, et en Amérique du Nord. Leur utilisation continue comme norme cause toujours un problème insurmontable empêchant la coopération étroite entre les disciples de Jacobus Arminius (1560-1609), les Remonstrants, et les Églises réformées néerlandaises.
Ces canons sont en réalité une décision juridique sur les points doctrinaux en débat lors de la polémique arminienne de cette époque. Après la mort d'Arminius, ses disciples présentèrent aux gouvernements et aux assemblées de Frise et de Hollande une Remonstrance (publiée en 1610) en cinq articles exprimant leurs points de divergence avec le calvinisme plus strict de la Confessio Belgica. Les canons sont le jugement du synode contre cette Remonstrance. Malgré tout, la doctrine arminienne reçut plus tard la reconnaissance officielle de l'État et a depuis persisté sous diverses formes au sein du protestantisme.
Les canons n'ont pas été prévus pour être une explication complète de la doctrine réformée, mais seulement un exposé des cinq points de doctrine en débat. Ces canons exposent ce qui est souvent désigné sous le nom des cinq points du calvinisme.